# Касло
Касло (англ. Kaslo) — селище у провінції Британська Колумбія, Канада. Розташоване в окрузі Центральний Кутеней.
Розвиток селища був пов'язаний з бумом видобутку срібних руд у цьому регіоні наприкінці 19-го сторіччя. Згодом видобуток цих руд на родовищах біля селища було припинено. Відтоді основна частина мешканців Касло зайняті у деревообробній промисловості й сфері туризму. Селище також називають маленькою Швейцарією у Канаді.

## Клімат
| Клімат Касло            | Клімат Касло | Клімат Касло | Клімат Касло | Клімат Касло | Клімат Касло | Клімат Касло | Клімат Касло | Клімат Касло | Клімат Касло | Клімат Касло | Клімат Касло | Клімат Касло | Клімат Касло |
| Показник                | Січ.         | Лют.         | Бер.         | Квіт.        | Трав.        | Черв.        | Лип.         | Серп.        | Вер.         | Жовт.        | Лист.        | Груд.        | Рік          |
| Абсолютний максимум, °C | 9,4          | 15,6         | 18,5         | 27,8         | 36,7         | 34,4         | 37,8         | 36,5         | 33,9         | 23,9         | 16,7         | 10,6         | 37,8         |
| Середній максимум, °C   | 0,8          | 3,2          | 8            | 13,5         | 18,3         | 21,6         | 25,4         | 25,4         | 19,7         | 12           | 4,7          | 0,4          | 12,7         |
| Середня температура, °C | −2,1         | −0,6         | 3,4          | 7,6          | 12           | 15,4         | 18,5         | 18,3         | 13,5         | 7,4          | 1,7          | −2,2         | 7,7          |
| Середній мінімум, °C    | −4,9         | −4,3         | −1,3         | 1,7          | 5,7          | 9,2          | 11,5         | 11,2         | 7,2          | 2,7          | −1,3         | −4,8         | 2,7          |
| Абсолютний мінімум, °C  | −27,2        | −26,1        | −21,7        | −12,8        | −6,1         | −0,6         | 2,8          | 2,2          | −6,1         | −10,6        | −22          | −31,1        | −31,1        |
| Норма опадів, мм        | 105.8        | 60.4         | 72.9         | 62.4         | 60.9         | 76.9         | 56           | 44.4         | 56.7         | 65.9         | 112.8        | 110.5        | 885.6        |
| ----------------------- | ------------ | ------------ | ------------ | ------------ | ------------ | ------------ | ------------ | ------------ | ------------ | ------------ | ------------ | ------------ | ------------ |
| Джерело:                |              |              |              |              |              |              |              |              |              |              |              |              |              |

## Пам'ятки
У Касло є дві пам'ятки, що входять до переліку Національних історичних місць Канади:
- Колісний пароплав «Moyie», який працював на озері Кутеней з 1889 по 1957 рік. «Moyie» відреставрований силами місцевого історичного товариства та встановлений на Фронт-стріт, є найстаріший вцілілим пароплавом із кормовим гребним колесом і щороку приваблює тисячі відвідувачів.
- Селищна ратуша, побудована в 1898 році, — одна з двох неушкоджених дерев'яних муніципальних будівель, які досі використовуються в Канаді.

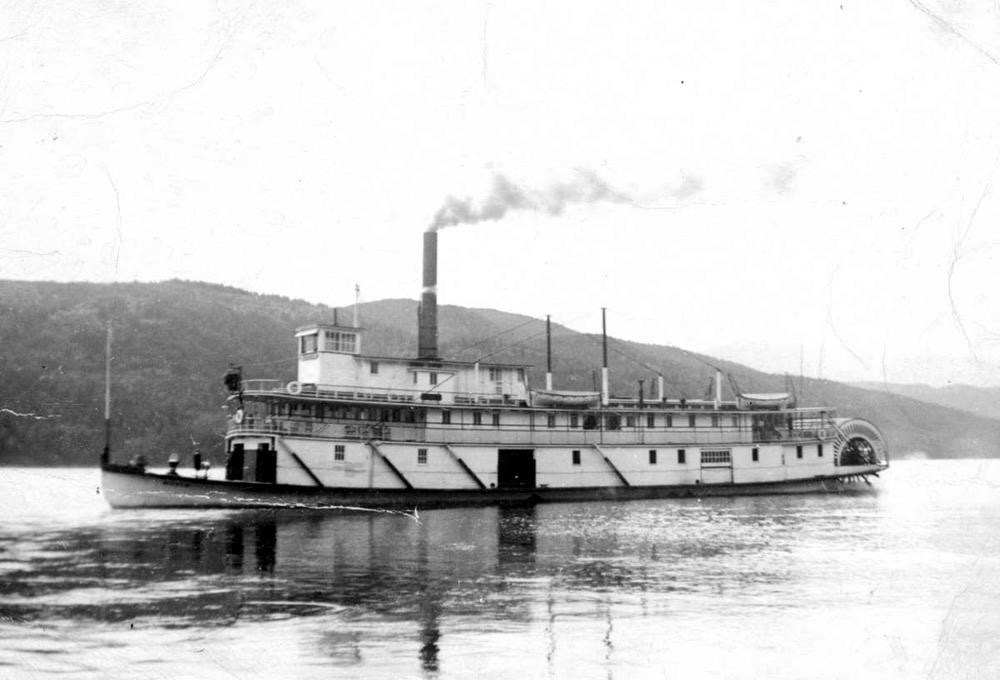
«Moyie» (близько 1920)
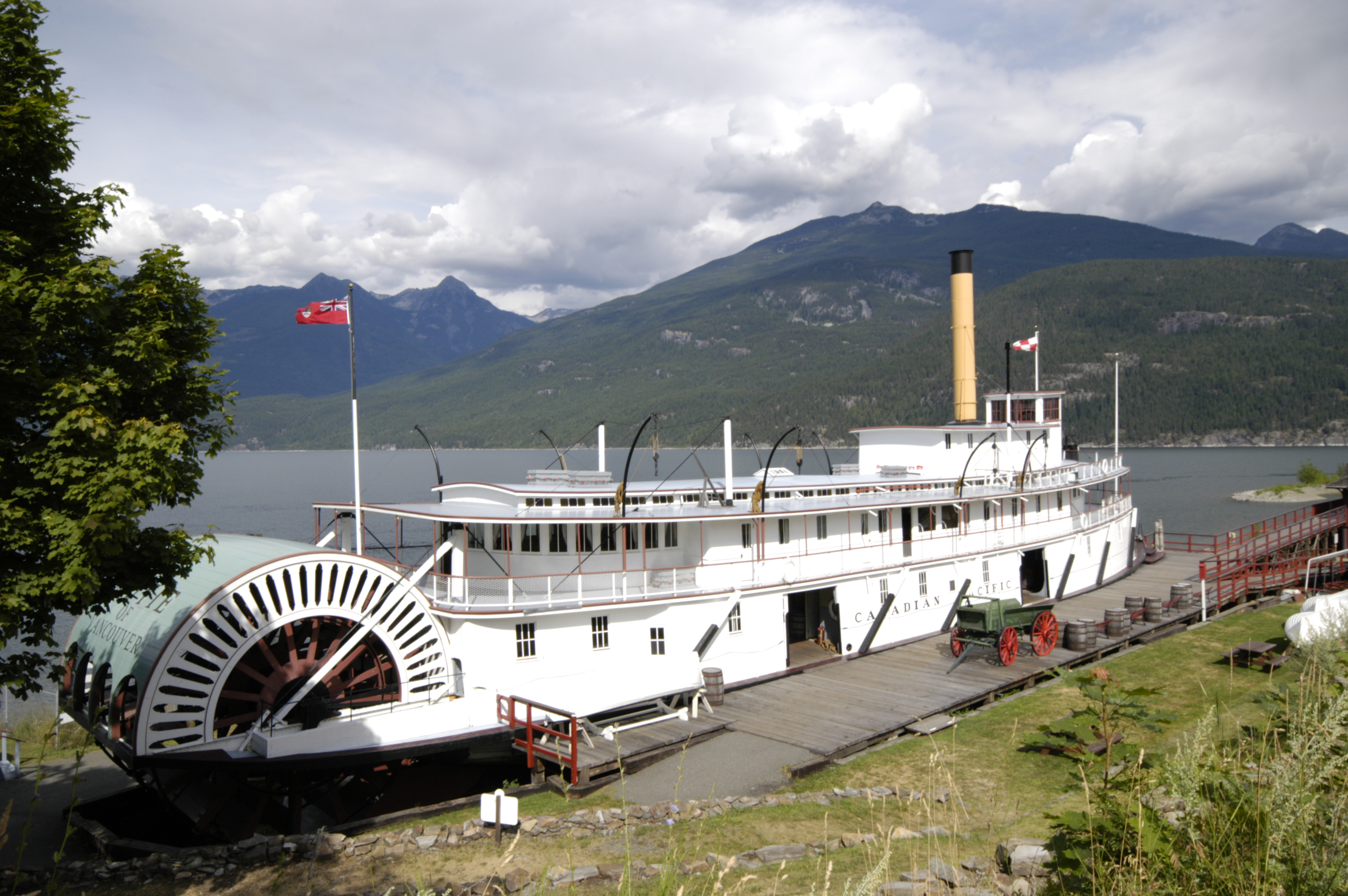
«Moyie» в якості пам’ятки (2006)
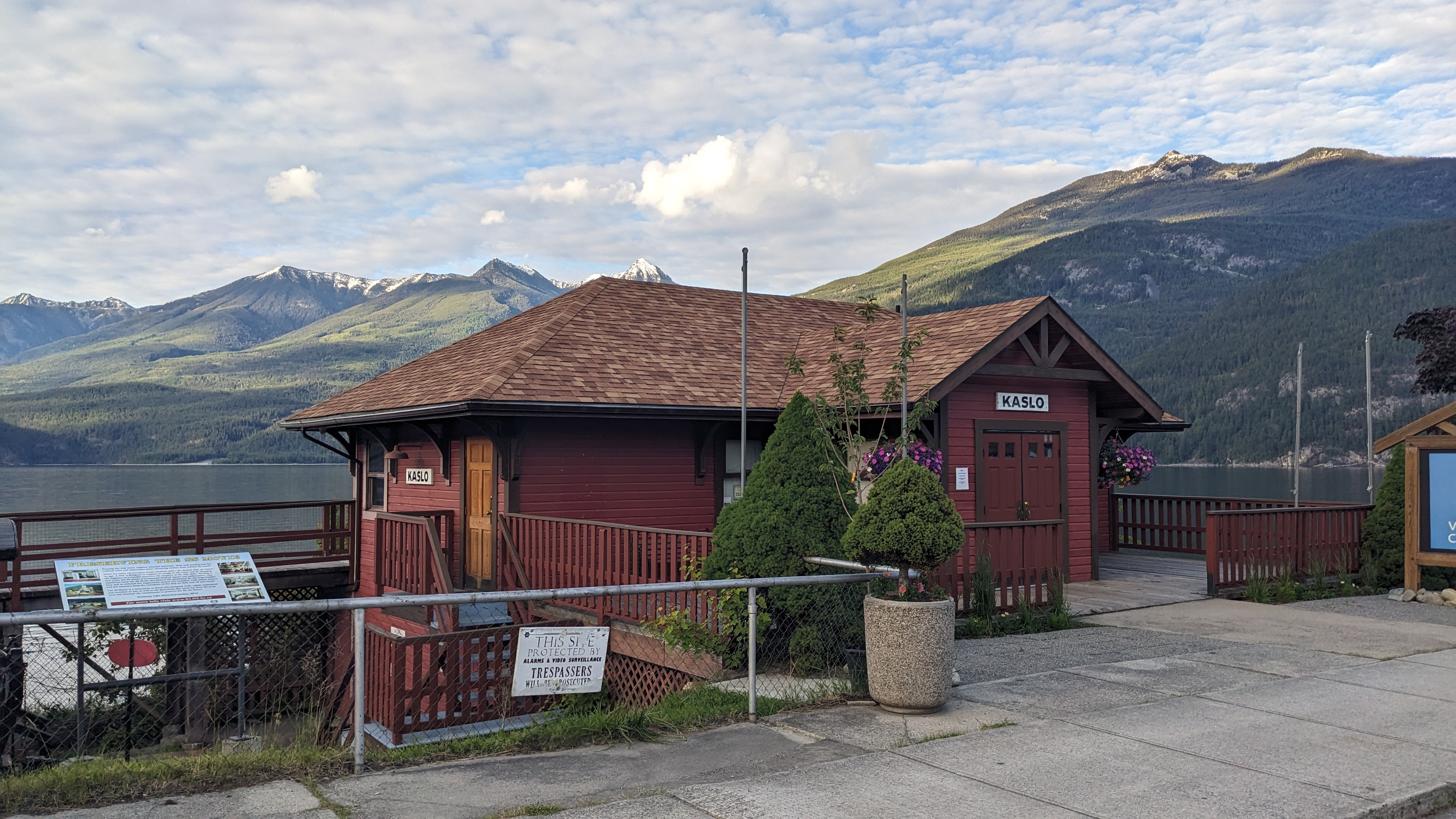
Репліка колишньої залізничної станції у селищі Касло. Зараз там знаходиться туристичний центр.

## Зовнішні посилання
Касло у Вікімандрах
- Village of Kaslo government website (англ.)
- Kaslo Canada Day Folk Music Festival Офіційний сайт [Архівовано 18 січня 2014 у Wayback Machine.] (англ.)
- Kaslo Jazz Festival Офіційний сайт [Архівовано 9 березня 2022 у Wayback Machine.] (англ.)